# Labrus
Genre
Labrus est un genre de poissons de la famille des Labridae. Il regroupe des espèces appelée vieille ou labre.

## Liste des espèces
| Selon ITIS (16 avril 2014) : - Labrus barffi Curtiss, 1938 - Labrus bergylta Ascanius, 1767 -- Vieille commune - Labrus caeruleus Lacépède, 1801 - Labrus crenulatus Shaw, 1803 - Labrus cynaedus Linnaeus, 1758 - Labrus dispar Ekström in Ekström et Sundevall, 1836-48 - Labrus ephippium Valenciennes in Cuvier et Valenciennes, 1839 - Labrus gallinago Curtiss, 1944 - Labrus garzetto Donndorff, 1798 - Labrus lunarius Solander in Cuvier et Valenciennes, 1839 - Labrus marginalis Linnaeus, 1758 - Labrus merula Linnaeus, 1758 -- Labre merle - Labrus mixtus Linnaeus, 1758 -- Vieille coquette - Labrus tearlachi Curtiss, 1938 - Labrus teatae Curtiss, 1938 - Labrus turduscaroli Curtiss, 1938 - Labrus viridis Linnaeus, 1758 -- Labre vert | Selon World Register of Marine Species (16 avril 2014) : - Labrus bergylta Ascanius, 1767 - Labrus merula Linnaeus, 1758 - Labrus mixtus Linnaeus, 1758 - Labrus viridis Linnaeus, 1758 |

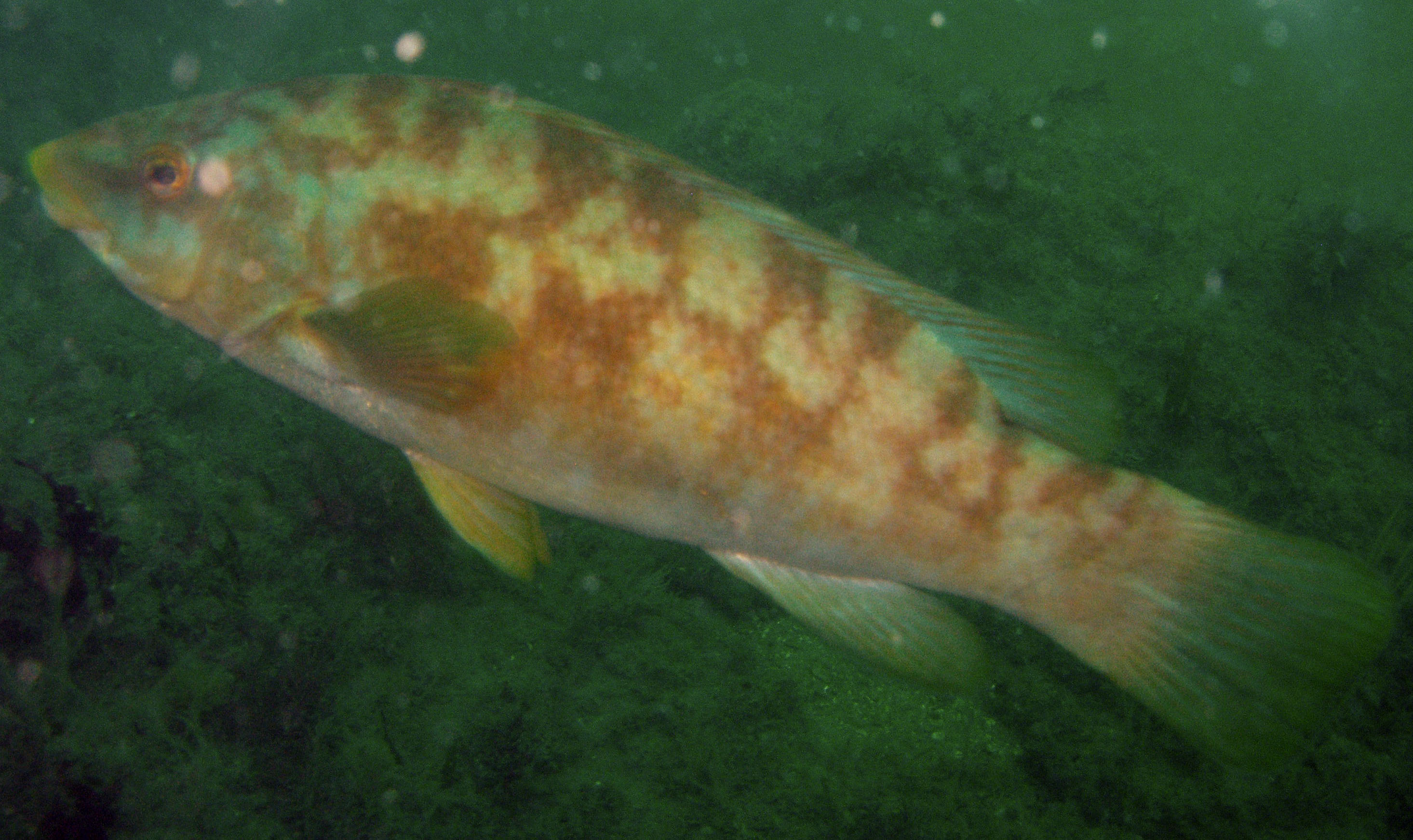
Labrus bergylta
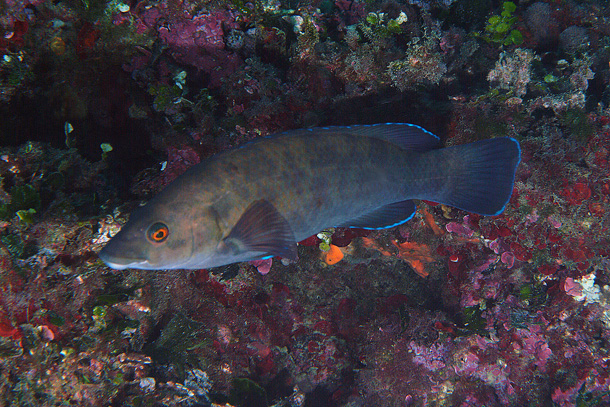
Labrus merula
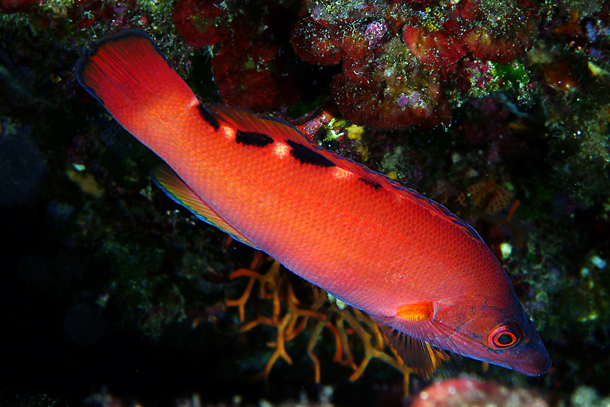
Labrus mixtus (bimaculatus)
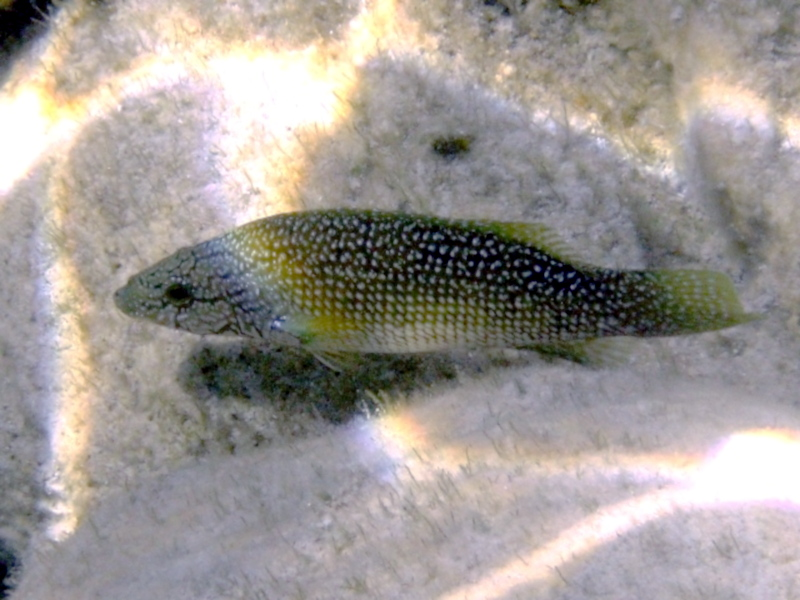
Labrus viridis